# АНТ-37
АНТ-37 (також ДБ-2 від рос. дальний бомбардировщик) — радянський двомоторний бомбардувальник, розроблений в ОКБ Туполєва в середині 1930-х років конструкторською бригадою Павла Сухого на базі літака АНТ-36.

## Характеристики
Технічні характеристики
- Екіпаж : 3 особи
- Довжина : 15 м
- Розмах крила : 31,0 м
- Висота : 5,20 м
- Площа крила: 85 м²
- Маса порожнього: 5800 кг
- Нормальна злітна вага: 9456 кг

Льотні характеристики
- Максимальна швидкість: 342 км/год
- Практична дальність: 5000 км
- Практична стеля : 7400 м

Озброєння
- Стрілецько-гарматне: 3×7,62-мм ШКАС
- Бомби : 1050 кг

### АНТ-37біс «Батьківщина»
Технічні характеристики
- Екіпаж : 3 особи
- Довжина : 15,00 м
- Розмах крила : 31,00 м
- Висота : 5,20 м
- Площа крила: 85,00 м²
- Маса порожнього: 5855 кг
- Нормальна злітна вага: 12500 кг

Льотні характеристики
- Максимальна швидкість: 340 км/год
- Практична дальність: 7300 км
- Практична стеля : 8000 м